# Sklavenstaat

Freie (blau) und Sklavenstaaten (rot), 1861

Vor dem Amerikanischen Bürgerkrieg war in den Vereinigten Staaten ein Sklavenstaat ein US-Bundesstaat, in dem die Sklavenhaltung von Afroamerikanern gesetzlich erlaubt war, wohingegen ein freier Staat ein US-Bundesstaat war, wo die Sklavenhaltung entweder verboten oder im Laufe der Zeit beseitigt war. Die Sklaverei war einer der Gründe für den Amerikanischen Bürgerkrieg und wurde 1865 durch den 13. Zusatzartikel zur US-Verfassung abgeschafft.

## Vorgeschichte

Entwicklung der Sklavenstaaten und freien Staaten in den Vereinigten Staaten bis zum Amtsantritt Lincolns im Jahr 1861

Die nordöstlichen und Mittelatlantikstaaten, einschließlich Massachusetts, New York, Pennsylvania und New Jersey, haben die Sklaverei im 17., 18. und sogar teils im 19. Jahrhundert gesetzlich geduldet, allerdings waren während der zwei Generationen vor dem Amerikanischen Bürgerkrieg beinahe alle Sklaven infolge einer Reihe von Gesetzen freigelassen worden.
Die erste US-Region, die völlig frei von Sklaverei war, war der Mittlere Westen, der unter der Northwest Ordinance von 1787 organisiert wurde, gerade verabschiedet, bevor die US-Verfassung ratifiziert wurde. Die Staaten, die aus dieser Region geschaffen wurden, waren Ohio, Indiana, Michigan, Illinois, Wisconsin und Minnesota. Sie waren hauptsächlich durch Siedler aus Neuengland und Veteranen des Amerikanischen Unabhängigkeitskrieges besiedelt, denen dort Land zugeteilt wurde. Weil diese Region von Anfang an völlig frei von Sklaverei war und abgeschnitten durch den Ohio River vom Süden, der auf eine Ausdehnung der gesetzlichen Sklaverei in den Westen drängte, entwickelte sich das Konzept der „freien Staaten“ im Gegensatz zu den „Sklavenstaaten“. Der ländliche Mittlere Westen, einst in unmittelbarer Ost-West-Rivalität mit den Handelsstaaten im Nordosten, richtete sich mit den nordöstlichen Staaten neu aus.
Der Entschluss, den Status der Sklaverei im Kansas-Territorium den Einwohnern selbst zu überlassen, führte in den 1850er zu bürgerkriegsähnlichen Kämpfen, dem „Bleeding Kansas“, zwischen Siedlern, die die Sklaverei befürworteten, und solchen, die dies ablehnten.
Bei Ausbruch des Amerikanischen Bürgerkrieges gab es 19 freie Staaten: Maine, Vermont, New Hampshire, Massachusetts, Rhode Island, Connecticut, New York, New Jersey, Pennsylvania, Ohio, Indiana, Illinois, Michigan, Wisconsin, Minnesota, Iowa, Oregon und Kalifornien. In New Jersey gab es zur Zeit des Amerikanischen Bürgerkrieges noch Sklaven. New Jerseys Gesetz forderte die allmähliche Freilassung der Sklaven, so dass die meisten Sklaven (jedoch nicht alle) während des Amerikanischen Bürgerkrieges in diesem Staat in die Freiheit entlassen wurden.

## Staaten
Die 15 Sklavenstaaten vor dem Amerikanischen Bürgerkrieg waren Alabama, Arkansas, Delaware, Florida, Georgia, Kentucky, Louisiana, Maryland, Mississippi, Missouri, North Carolina, South Carolina, Tennessee, Texas und Virginia, einschließlich West Virginia, das zu der Zeit noch nicht von Virginia abgetrennt war. Ferner war im District of Columbia bis zum 16. April 1862 die Sklaverei legal. Hinzukommend war die Sklavenhaltung auch noch in den beiden Territorien von Nebraska und Indianer (Oklahoma) seit den 1850er Jahren erlaubt. Der letzte Nordstaat, der die Sklaverei abschaffte, war 1804 New Jersey, obwohl die Gesetze dieses Staates das Halten von Sklaven über einem bestimmten Alter als „Apprentices for Life“ bis zum Erlass des 13. Zusatzartikels von 1865 erlaubten, der in der Tat das aktuelle Ende der Sklaverei in New Jersey bedeutete.

Konföderierte Staaten von Amerika (1861). Sklavenstaaten, die aber nicht Teil der CSA waren, sowie Territorien, in denen Sklaverei legal war, in hellgrün.

Elf dieser Staaten erklärten 1860 und 1861 ihre Sezession und bildeten die Konföderierten Staaten von Amerika. Delaware, Kentucky, Maryland und Missouri verließen die Union nicht. West Virginia trat 1863 als Sklavenstaat der Union bei, nachdem es einer stufenweisen Beseitigung der Sklaverei zugestimmt und den Willey Amendment der Staatsverfassung hinzugefügt hatte, nachdem es diesen durch eine Volksabstimmung am 26. März 1863 ratifiziert hatte.

## Ursprüngliche staatliche Abschaffungsanstrengungen
Vor der Amerikanischen Revolution war in allen britischen Kolonien in Nordamerika die Sklavenhaltung erlaubt, jedoch gab der Unabhängigkeitskrieg den entscheidenden Impuls zu einer generellen Antisklavereiansicht. Das Nordwestterritorium, besser bekannt als der Mittlere Westen, wurde unter der Northwest Ordinance von 1787 organisiert, wo die Sklavenhaltung verboten war. Massachusetts übernahm in seiner Verfassung von 1780 die praktische Abschaffung der Sklaverei. Diese Verfassung diente anderen Nordstaaten dazu, Gesetze zu verabschieden, die die allmähliche Freilassung der Sklaven zur Folge hatten. New Jersey war 1804 der letzte Staat.
Nördliche Sklavenstaaten
| Maßgebliche Daten                | VT        | PA       | MA    | NH        | CT   | RI   | NY   | NJ   |
| -------------------------------- | --------- | -------- | ----- | --------- | ---- | ---- | ---- | ---- |
| Europäische Besiedlung           | 1666      | 1638     | 1620  | 1623      | 1633 | 1636 | 1624 | 1620 |
| Erste Aufzeichnung der Sklaverei | ca. 1760? | 1639     | 1629? | 1645      | 1639 | 1652 | 1626 | 1627 |
| Offizielles Ende der Sklaverei   | 1777      | 1780     | 1783  | 1783      | 1784 | 1784 | 1799 | 1804 |
| Tatsächliches Ende der Sklaverei | 1777      | ca. 1845 | 1783  | ca. 1845? | 1848 | 1842 | 1827 | 1865 |

## Konflikt über die neuen Territorien
Während des Kriegs von 1812 versprachen die Briten den Sklaven die Freiheit, wenn diese sie unterstützen würden. Bei Ende des Krieges kam es zu einer Aufteilung: Die eine Hälfte der Staaten hatte schon die Sklaverei abgeschafft (Nordosten), von Anfang an verboten (Mittlerer Westen) oder sich verpflichtet, die Sklaverei abzuschaffen, und der anderen Hälfte, die sie für immer beibehalten wollte (Süden). 
Das Potential für einen politischen Konflikt über die Frage der Sklaverei auf Bundesebene führte bei den Politikern zu Sorge über das Machtgleichgewicht im US-Senat, wo jeder Staat durch zwei Senatoren vertreten war. Mit einer gleichmäßigen Anzahl an Sklavenstaaten und freien Staaten war der US-Senat ebenso aufgeteilt. Als die Bevölkerung der freien Staaten schneller anwuchs als in den Sklavenstaaten, führte das dazu, dass die freien Staaten die Kontrolle im US-Repräsentantenhaus übernahmen, wohingegen sich die Politiker der Sklavenstaaten im US-Senat damit beschäftigten, ein Kongressveto bei Bundesgesetzen in Fragen der Sklaverei aufrechtzuerhalten. Als Folge davon wurden Sklavenstaaten und freie Staaten oft paarweise in die Union aufgenommen, um das existierende Gleichgewicht im US-Senat aufrechtzuerhalten.

### Missouri-Kompromiss
Die Auseinandersetzung, ob Missouri als Sklavenstaat in die Union aufgenommen werden sollte, resultierte im Missouri-Kompromiss von 1820. Dort wurde festgelegt, dass das Louisiana-Purchase-Territorium nördlich von 36° 30', das Missouris südliche Grenze beschreibt, zum Organisieren von freien Staaten verwendet und das Territorium südlich dieser Grenze für Sklavenstaaten reserviert würde. Als Teil dieses Kompromisses wurde Maine als freier Staat und Missouri als Sklavenstaat in die Union aufgenommen, um die Balance zu bewahren.

### Status von Texas und die Mexican Cession-Staaten
Die Aufnahme von Texas in die Union und die Akquirierung von gewaltigen neuen westlichen Territorien nach dem Mexikanisch-Amerikanischen Krieg heizte den Streit weiter an. Obwohl der besiedelte Teil von Texas ein Gebiet reich an Baumwoll-Plantagen und abhängig von Sklaverei war, erschien das akquirierte Territorium, das heute zu New Mexico gehört, nicht für Baumwolle oder Sklaverei günstig. Im Kompromiss von 1850 wurde Kalifornien als freier Staat in die Union aufgenommen, ohne zusätzlich einen Sklavenstaat als Ausgleich. Dies hätte eine Mehrheit für die freien Staaten im US-Senat bedeutet, jedoch erklärte sich Kalifornien einverstanden, einen Pro-Sklaverei- und einen Antisklaverei-Senator nach Washington, D.C. zu schicken. So vergrößerte die Aufnahme von Kalifornien die Furcht der Pro-Sklaverei-Politiker, jedoch veränderte sie nicht das Gleichgewicht im US-Senat.

### Letzte Schlachten
Die Schwierigkeit, irgendein Territorium zu identifizieren, das als weiterer Sklavenstaat organisiert werden könnte, ließ den Öffnungsprozess der westlichen Territorien für die Besiedlung ins Stocken geraten, für das die Sklavenstaaten-Politiker eine Lösung suchten. Es gab Bestrebungen, Kuba zu akquirieren und Nicaragua zu annektieren, beide für die Sklavenstaaten. 1854 wurde der Missouri-Kompromiss von 1820 aufgehoben und ein Versuch wurde eingeleitet, Kansas als Sklavenstaat zu organisieren. Kansas war mit Minnesota für die Aufnahme in die Union vorgesehen, jedoch war die Aufnahme von Kansas als Sklavenstaat durch die Frage nach der Zulässigkeit seiner Sklavenstaatsverfassung blockiert. Als Minnesota 1858 in die Union aufgenommen wurde, war das Gleichgewicht im US-Senat verloren, der Verlust durch die darauffolgende Aufnahme von Oregon 1859 brachte das endgültige Aus.

### Paarweise erfolgende Aufnahme von Staaten
Vor 1812 bestand keine Notwendigkeit für ein Gleichgewicht zwischen Sklavenstaaten und freien Staaten. Die folgende Tabelle zeigt, wie die Staaten bis 1812 organisiert wurden:
| Sklavenstaaten | Jahr | Freie Staaten                 | Jahr |
| -------------- | ---- | ----------------------------- | ---- |
| Delaware       | 1787 | New Jersey (Sklaven bis 1804) | 1787 |
| Georgia        | 1788 | Pennsylvania                  | 1787 |
| Maryland       | 1788 | Connecticut                   | 1788 |
| South Carolina | 1788 | Massachusetts                 | 1788 |
| Virginia       | 1788 | New Hampshire                 | 1788 |
| North Carolina | 1789 | New York (Sklaven bis 1799)   | 1788 |
| Kentucky       | 1792 | Rhode Island                  | 1790 |
| Tennessee      | 1796 | Vermont                       | 1791 |
| Louisiana      | 1812 | Ohio                          | 1803 |

Nach 1812 und bis zum Amerikanischen Bürgerkrieg war das Gleichgewicht von freien Staaten und Sklavenstaaten innerhalb der Bundesregierung beibehalten, Staaten waren typischerweise paarweise in die Union aufgenommen:
| Sklavenstaaten     | Jahr | Freie Staaten                           | Jahr |
| ------------------ | ---- | --------------------------------------- | ---- |
| Mississippi        | 1817 | Indiana                                 | 1816 |
| Alabama            | 1819 | Illinois                                | 1818 |
| Missouri           | 1821 | Maine                                   | 1820 |
| Arkansas           | 1836 | Michigan                                | 1837 |
| Florida            | 1845 | Iowa                                    | 1846 |
| Texas              | 1845 | Wisconsin                               | 1848 |
|                    |      | Kalifornien (Ein Pro-Sklaverei Senator) | 1850 |
| Kansas (blockiert) |      | Minnesota                               | 1858 |
|                    |      | Oregon                                  | 1859 |
|                    |      | Kansas                                  | 1861 |

## Ende der Sklavenstaaten
Maryland und die Pro-Union-Regierung von Missouri schafften während des Amerikanischen Bürgerkrieges die Sklaverei ab. Der 13. Zusatzartikel, der am 6. Dezember 1865 ratifiziert wurde, schaffte die Sklaverei in den ganzen Vereinigten Staaten ab, und zwar ohne Ausnahme. Die Ratifizierung des 13. Zusatzartikels war eine Bedingung für die Rückkehr der Staaten in die Union, die ihre Sezession erklärt hatten.